# 不動の梯子

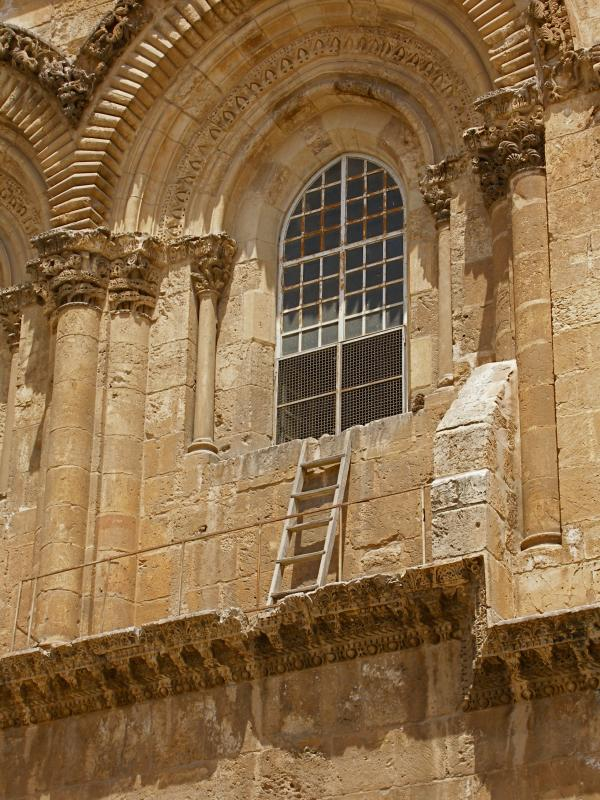
聖墳墓教会の窓にかけられた不動の梯子（2009年）

不動の梯子（英語: Immovable Ladder、ヘブライ語: סולם הסטטוס קוו - 字義的には「現状維持の梯子」）とは、エルサレムの旧市街にある聖墳墓教会の窓にかけられた木製の梯子である。
ここに梯子がかけられた時期や経緯は明らかでないが、一説には、オスマントルコが教会を出入りするたびに聖職者から税金を徴収していた時代に、バルコニーを所有していたとされるアルメニア使徒教会の僧侶が窓から降りて新鮮な空気を吸ったり、そこで野菜を育てたりするための梯子であったという。

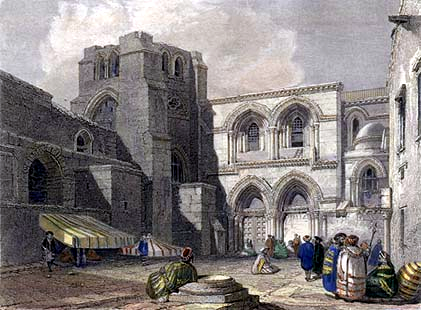
1834年のスティール・エングレーヴィング（彩色は後代）。正門の上にある右側の窓に梯子が描かれている

聖地であるゴルゴタの丘があったとされる場所に建つ聖墳墓教会は、様々なキリスト教派が激しくその管理権を争っていた。1852年にオスマントルコが下したステイタス・クォ（現状維持）の勅令のもと、教派ごとに礼拝できる曜日や掃除できる場所、用具を置いてよい位置などが厳密に定められ、「変更」は認められなくなった。その原則はこの梯子にもおよび、事実上どの教派の聖職者も動かすことができなかった。木の梯子が朽ちるとまた新たな梯子が代わりにこの場所に置かれ、不動の梯子は150年以上にわたってその現状を維持したのである。